# Als Baby mißbraucht
Als Baby mißbraucht (Originaltitel: Child of Rage) ist ein Fernsehfilm von CBS Television aus dem Jahr 1992 mit Ashley Peldon, Dwight Schultz und Mel Harris in den Hauptrollen. Der Film basiert auf der wahren Geschichte von Beth Thomas, welche aufgrund von Vernachlässigung und sexueller Gewalt in der frühen Kindheit an einer reaktiven Bindungsstörung litt.

## Handlung
Der Geistliche Rob Tyler und seine Frau Jill adoptieren zwei Kinder. Die kleine Catherine macht ihnen bald Kummer: Sie lügt, quält Tiere und bringt ihren Bruder Eric in Gefahr. Die Eltern vermuten ein Trauma, möglicherweise wurde Catherine als Baby misshandelt. Sie beginnen zu recherchieren und finden heraus, dass das Geschwisterpaar den leiblichen Eltern von den Behörden wegen Vernachlässigung entzogen wurde. Von einer erwachsenen Schwester des Geschwisterpaars erfahren sie, dass diese und seit ihrer Geburt auch Catherine Opfer sexuellen Missbrauchs durch den leiblichen Vater wurde.
Nachdem Catherine eine Mitschülerin tätlich angreift und verletzt, entschließen sich die Tylers, das Kind psychotherapeutisch begutachten zu lassen. Sie wenden sich an die Psychologin Dr. Rosemary Myers, die Catherine mit einer umstrittenen Festhaltetherapie behandeln möchte. Die Tylers sind skeptisch, stimmen der Therapie aber zu. Die erste Sitzung verläuft problematisch, so dass Jill von Dr. Myers überredet werden muss, die Therapie fortzuführen.
Erst nach mehreren Sitzungen erwidert Catherine am Ende des Films das therapeutische Festhalten mit einer Umarmung ihrer Adoptiveltern, was einen möglichen Therapieerfolg andeutet.

## Hintergrund
Festhaltetherapien sind medizinisch wie auch rechtlich umstritten. Kritiker sehen in dem Festhalten gegen den Willen des Patienten eine Verletzung von Persönlichkeitsrechten bis hin zur Körperverletzung.
Der Film basiert auf dem Dokumentarfilm Child of Rage: A Story of Abuse aus dem Jahr 1990 und damit auf einer wahren Begebenheit. Die Dokumentation schildert den Fall des Missbrauchsopfers Beth Thomas.
Die Dreharbeiten fanden in Vancouver, Kanada statt.